# Асопос (приток Сперхиоса)
Асопо́с (греч. Ασωπός) — река в Греции, в южной Фессалии, во Фтиотиде, к западу от Фермопил. Правый приток Сперхиоса. Берёт начало на горе Эта. Ущелье реки Асопос отделяет гору Эта от гор Калидромон. Близ устья принимает левый приток Ксерьяс (Ξεριάς). Прежде протекала мимо Анфелы и впадала в залив Малиакос Эгейского моря, а теперь, когда береговая линия сильно изменилась вследствие речных наносов, впадает в Сперхиос у старого моста через Аламану.
В древности Фермопилы представляли собой узкий проход, в котором Леонид во время Фермопильского сражения с горсткой спартанцев мог задержать целую персидскую армию. Фермопилы исчезли в настоящее время из-за наносов Сперхиоса, которые заполнили ближайшую часть залива Малиакос и превратили узкий проход в широкую прибрежную равнину.
Асоп (лат. Asopus) упоминается Геродотом в описании Фермопильского сражения, а Титом Ливием в описании битвы при Фермопилах в 191 году до н. э..
По Геродоту персы оказались в тылу у Леонида во время Фермопильского сражения, следуя по тропе Анопея, ведущей от реки Асоп вдоль хребта Каллидром в Фермопилы, указанной предателем Эфиальтом из Трахина.
Скалистое ущелье реки Асопос (Φαράγγι Ασωπός), упомянутое Геродотом, является туристической достопримечательностью.